# Cimetière juif de Worms
Le Heiliger Sand de Worms est considéré comme le plus ancien cimetière juif d'Europe. On estime qu'il fut aménagé à l'époque où la première synagogue fut construite en 1034.
La plus ancienne pierre tombale, celle de Jakob ha Bachur, date de 1076. En tout, le cimetière compte à peu près 2000 stèles gravées en hébreu.
Après l'aménagement d'un nouveau cimetière juif en dehors de la ville en 1911, on cessa peu à peu d'utiliser le Heiliger Sand. Les dernières funérailles se sont déroulées dans les années 1930.
Près de l'entrée, les pierres tombales de Meïr de Rothenburg (décédé en 1293) et d'Alexander ben Salomon Wimpfen (décédé en 1307) font partie des mémoriaux les plus importants du cimetière ; des visiteurs juifs viennent du monde entier pour les voir. D'autres pierres tombales célèbres se situent dans la partie appelée la « vallée des rabbins » (Rabbinental) et ses environs. On y trouve entre autres les tombes des rabbins Nathan ben Issak (décédé en 1333), Yaakov ben Moshe Levi Molin (aussi appelé MaHaRil), (décédé en 1427), Meir ben Isaak (décédé en 1511) et Elia Loanz (aussi appelé Baal-Schem) (décédé en 1636).

## Lepoint de vue Martin Buber

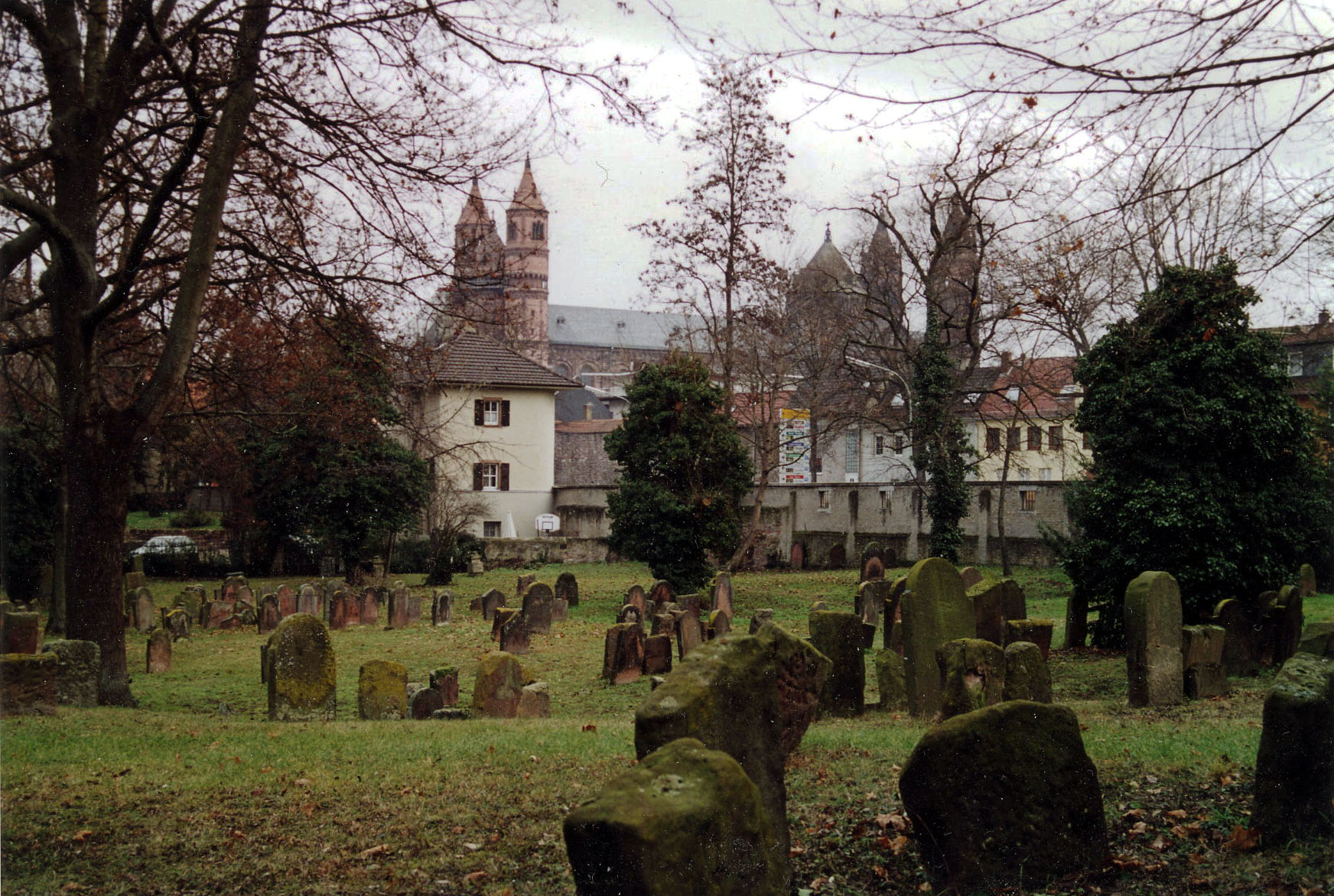
le point de vue Martin Buber sur la cathédrale de Worms

Dans son œuvre Aber gekündigt ist mir nicht de 1933, Martin Buber décrit une promenade dans ce cimetière :
« Je me promène en regardant la cathédrale, plein de joie. Puis je vais au cimetière juif en face. Il est composé de pierres [tombales] fendues, de travers, dans n'importe quelle direction. Je m'y installe, regarde vers cette magnifique harmonie depuis ce cimetière enchevêtré, et pour moi, c'était comme si je levais les yeux depuis Israël vers l'église. »

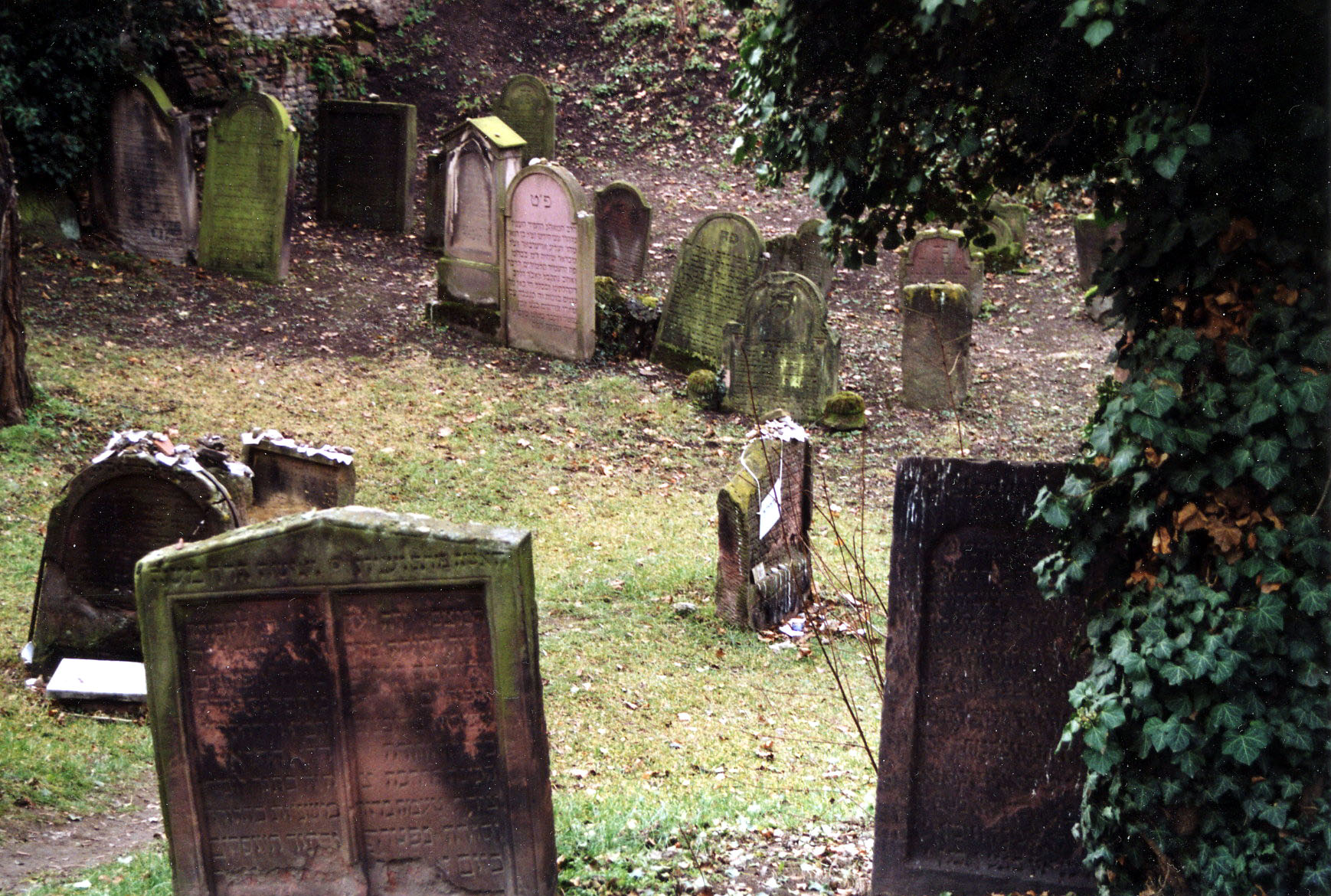
Heiliger Sand, vallée des rabbins